# Raj Patel
Raj Patel [radž patél] je v Veliki Britaniji rojen ameriški novinar, aktivist in pisatelj., * 1972, London, Anglija.
Njegovo delo je usmerjeno na področju problema lakote na svetu. Dalj časa je živel in delal v Zimbabveju, Južni Afriki in Združenih državah Amerike. Predvsem je znan po knjigi Stuffed and Starved: The Hidden Battle for the World Food System napisani leta 2008. Naslov njegove najnovejše knjige je The Value of Nothing: How to reshape market society and redefine democracy, ki se uvršča med najbolje prodajanimi knjigami na lestvici The New York Times best-seller.

## Življenje in delo
Raj si je pridobil izobrazbo iz filozofije, politologije in ekonomije na Univerzi v Oxfordu, magistriral iz ekonomije na London School of Economics in pridobil doktorat iz razvojne sociologije na Cornell University leta 2002. Kot učenjak je obiskoval Univerzo Yale in Univerzo v Kaliforniji, Berkeley. Kot del akademskega izobraževanja je delal v Svetovni banki, Svetovni trgovinski organizaciji in Združenih narodih. Kasneje je postal javni kritik teh organizacij in bil tudi napaden s solzivcem med protesti proti nekdanjim delodajalcem na vseh štirih celinah.

Trenutno kot učenjak obiskuje center za afriške študije na Kalifornijski univerzi v Berkeley-u, je častni raziskovalni član School Development Studies na univerzi KwaZulu-Natal v Južni Afriki in je član inštituta za prehrano in razvojno politiko (Institute for Food and Development Policy) bolj znanega kot Food First. Pred komitejem za finance v ZDA (House Financial Services Committee) je dokazoval  vzroke za globalno prehransko krizo. Je svetovalec posebnega poročevalca Združenih narodov za področje pravice do hrane (Right to Food). Napisal je vrsto različnih kritičnih pogledov glede pravilnikov in raziskovalnih metod Svetovne banke.

Leta 2009 se je pridružil svetovalnemu organu Cenimo obrok (Value the Meal) pri neprofitni organizaciji Odgovornost mednarodnih korporacij (Corporate Accountability International). Preko svojega dela je povezan z gibanji Via Campesina in Abahlali baseMjondolo.

Poleg številnih znanstvenih publikacij Patel redno piše za The Guardian in je prispeval tudi za LA Times, NYTimes.com, The San Francisco Chronicle, The Mail on Sunday in za The Observer.

Raj je januarja 2010 pridobil državljanstvo ZDA.